# 토파어
토파어(Tofa, 러시아어: Тофаларский язык)는 러시아의 이르쿠츠크 주에서 토착민인 토팔라르인이 사용하는 사멸 직전의 튀르크어이다. 민족명을 따라 토팔라르어(Tofalar) 또는 카라가스어(Karagas)라고도 한다. 투바어와 연관이 깊으며 하나의 방언 연속체를 이루는 것으로도 여겨진다. 현재 토파어는 심각한 사멸 위기에 있으며 화자에 대한 최근 추정치는 93명에서 적으면 40명 미만이고 유창한 화자 수는 그보다 적을 것이다.

## 음운
다음은 Ilgın과 V.I. Rassadin에 따른 데이터이다.

### 자음
|        | 순음 | 치경음 | 경구개음 | 연구개음 | 구개수음 | 성문음 |
| ------ | ---- | ------ | -------- | -------- | -------- | ------ |
| 비음   | m    | n      | ɲ        | ŋ        | ɴ        |        |
| 파열음 | p, b | t, d   | c, ɟ     | k, ɡ     | q, ɢ     | ʔ      |
| 마찰음 | f, v | s, z   | ʃ, ʒ     |          |          | h, hʲ  |
| 파찰음 |      |        | t͡ʃ, d͡ʒ   |          |          |        |
| 유음   |      | l, ɾ   |          |          |          |        |
| 활음   |      |        | j        |          |          |        |

### 모음
|          | 전설 모음 | 전설 모음 | 후설 모음 | 후설 모음 |
| 단음     | 장음      | 단음      | 장음      |           |
| -------- | --------- | --------- | --------- | --------- |
| 고모음   | i, y      | iː, yː    | ɯ, u      | ɯː, uː    |
| 근고모음 | ɪ         | ɪː        |           |           |
| 중저모음 | ɛ, œ      | ɛː, œː    | ɔ         | ɔː        |
| 저모음   | æ         | æː        | ɑ         | ɑː        |

## 표기
문자는 아래와 같은 키릴 문자를 사용한다.
А а, Б б, В в, Г г, Ғ ғ, Д д, Е е, Ё ё, Ж ж, З з, И и, І і, Й й, К к, Ӄ ӄ, Һ һ, Л л, М м, Н н, Ӈ ӈ, О о, Ө ө, П п, Р р, С с, Т т, У у, Ү ү, Ф ф, Х х, Ц ц, Ч ч, Ч̡ ч̡, Ш ш, Щ щ, Ъ ъ, Ы ы, Ь ь, Э э, Ә ә, Ю ю, Я я.

## 같이 보기
- 투바어